# Уестсайдска история (филм, 1961)
„Уестсайдска история“ (на английски: West Side Story) е американски музикален филм, излязъл по екраните през 1961 година, режисиран от Джеръм Робинс и Робърт Уайз с участието на Натали Ууд, Ричард Беймър, Ръс Тамблин, Рита Морено и Джордж Чакирис в главните роли. Сценарият, написан от Ърнест Леман, е адаптация по едноименния мюзикъл поставен на Бродуей през 1959 година, който от своя страна е съвременна разработка по класическото произведение „Ромео и Жулиета“ на Уилям Шекспир.

## Сюжет
Филмът представя съвременна трактовка на темата от славната шекспирова пиеса, за враждата между родовете Монтеки и Капулети. Тук съперничеството е между нюйоркските младежки групировки (банди) назоваващи се „Ракетите“ и „Акулите“. Първите са представители на белите американци, а вторите са пуерторикански имигранти. Напрежението се покачва, предвид пламналата любов между представители на двете групи.

## В ролите
| Актьор         | Роля                                                                       |
| -------------- | -------------------------------------------------------------------------- |
| Натали Ууд     | Мария Нунез, по-малка сестра на Бернардо, годеница на Чино, влюбена в Тони |
| Ричард Беймър  | Тони Уайзък, неактивен съосновател на „Ракетите“, влюбен в Мария           |
| Ръс Тамблин    | Риф Лортън, лидер на „Ракетите“, най-добрият приятел на Тони               |
| Рита Морено    | Анита дел Кармен, момиче на Бернардо                                       |
| Джордж Чакирис | Бернардо Нунез, лидер на „Акулите“, по-голям брат на Мария                 |
| Хосе Де Вега   | Чино Мартин, най-добрият приятел на Бернардо                               |
| Саймън Оукланд | лейтенант Шранк, съсед-полицай                                             |
| Нед Глас       | Док, собственик на магазин-дрогерия, работодател на Тони                   |
| Джон Остин     | Глад Хенд, социален работник                                               |
| Уилям Брамли   | офицер Крупке, съсед-полицай, дясната ръка на Шранк                        |
| Пени Сантън    | мадам Лусия, собственичка на булчински магазин в квартала                  |
| Тъкър Смит     | Айс / Дизел, един от водачите на „Ракетите“                                |

## Награди и номинации
„Уестсайдска история“ е големия победител на 34-тата церемония по връчване на наградите „Оскар“, където е номиниран за отличието в цели 11 категории, печелейки 10 от тях, включително за най-добър филм и за най-добър режисьор. С „Оскар“ за поддържащи роли са удостоени Рита Морено и Джордж Чакирис. Двамата печелят и награди „Златен глобус“ в същата категория. „Златен глобус“ е присъден и на филма в категорията за най-добър музикален филм. За времето си, произведението се нарежда на второ място по брой спечелени статуетки „Оскар“ след епоса „Бен-Хур“ (1959), който е с 11 награди.
През 1997 година, филмът е избран като културно наследство за опазване в Националния филмов регистър към Библиотеката на Конгреса на САЩ.